# Грачёв, Митрофан Семёнович
Митрофан Семёнович Грачёв (1840—1899) — потомственный почетный гражданин города Москвы, текстильный фабрикант, представитель купеческой династии Грачёвых, казначей Московского совета детских приютов, благотворитель и храмоздатель. Основатель усадьбы Грачёвка, памятника архитектуры в Северном округе Москвы на месте села Ховрино. В 1895 г. на собственные средства возвёл Храм Митрофана Воронежского при детских приютах имени Ее Императорского Высочества Великой княгини Елизаветы Феодоровны и Принца Петра Георгиевича Ольденбургского, организованные в 1893 г. в Петровском парке в Москве.

## Биография

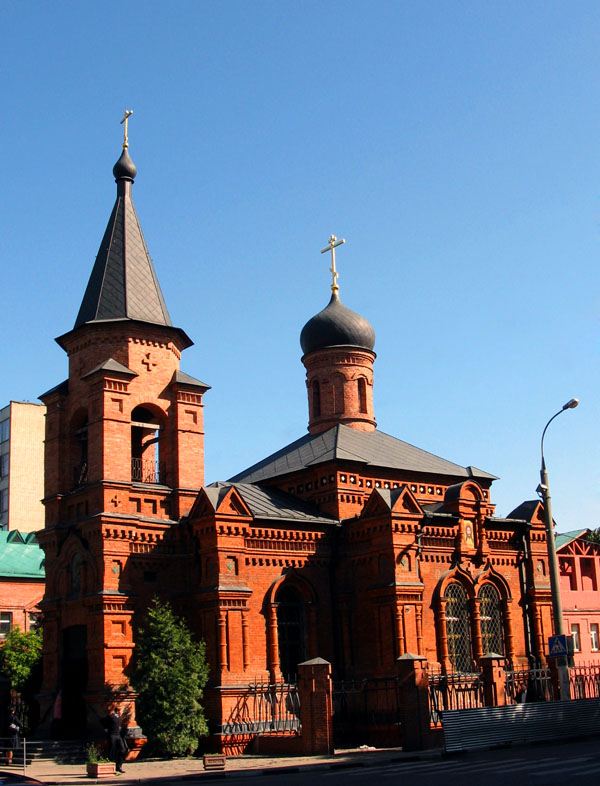
Храм Митрофана Воронежского

Родился в купеческой семье Семена Дмитриевича и Екатерины Николаевны Грачёвых (сыновья Николай, Сергей, Дмитрий, Митрофан, дочери Вера, Капитолина, Елизавета, Софья). Семен Дмитриевич имел торг в Городской части, то есть в Китай-городе. Служил выборным Московского Градского общества товарищем городового старосты от 3-й гильдии (1842), состоял гласным Шестигласной думы в 1849—1852 гг. Во время Крымской войны 1853—1856 гг., пожертвовал значительную сумму на ополчение и другие военные надобности, за это был удостоен золотой медали на Анненской ленте и бронзовой медали.  За пожертвование на церковные нужды в пользу Киевской епархии в 1866 г. был удостоен ордена Св. Станислава 3-й степени.  В том же 1866 г. за все заслуги перед отечеством возведен в почетное гражданство. Грачёвы состояли в родственных связях и многолетних деловых отношениях с купеческим родом Бахрушиных. Супруга М. С. Грачёва, Варвара Николаевна, была дочерью Николая Васильевича Шапошникова и Ольги Семеновны Лепешкиной, представителей известных московских фамилий. У Митрофана Семеновича и Варвары Николаевны Грачёвых было десять детей: Владимир, Митрофан, Сергей, Ольга, Мария, Варвара, Татьяна, Вера, Надежда, Екатерина.
Митрофан Семенович продолжил купеческие и благотворительные традиции семьи. Он успешно инвестировал средства в различные отрасли, был совладельцем торгового дома «Грачёв и Ко». По проекту архитектора Георгия Александровича Кайзера он реконструирует  свой дом на Маросейке 17, построенный в 1780 году и ранее принадлежавший Румянцевым (ныне посольство Республики Беларусь), особняк на Поварской улице 7, где жила многочисленная семья Грачёвых (ныне посольство Норвегии). Кроме того Грачёв возобновил Церковь Симеона Столпника (святого покровителя своего отца, Семёна Дмитриевича) на Поварской, перестроил Храм Троицы на Грязях (рядом с домом на Маросейке).
Грачёв являлся казначеем Московского совета детских приютов и сам пополнял казну на нужды сирот. В 1894—1895 гг. Грачёв на собственные средства строит Храм Митрофана Воронежского на Хуторской для воспитанников детских приютов имени Её Императорского Высочества Великой княгини Елизаветы Феодоровны и Принца Петра Георгиевича Ольденбургского.  После открытия,  он принимает на себя обязательства по содержанию сооруженного им храма.
В 1895 году он приобретает заброшенную и сгоревшую в 1884 г. усадьбу купца Панова в Ховрино. Еще в 1879 г. Елизавета Иосифовна Молчанова, вдова купца Евграфа Владимировича Молчанова, владелица Ховрино, продала большую часть усадьбы купцу С. Е. Панову, оставив за собой 5 десятин земли с лесом и тремя дачами. Постоянные ссоры Панова с местными крестьянами приводили к неоднократным пожарам, а 1884 году усадебный дом полностью сгорел. Грачёв заново отстраивает усадьбу, которая получает название Грачёвка в честь новых хозяев. Такое же название получает и ближайшая железнодорожная станция. Благодаря транспортной доступности усадьба становится популярным местом отдыха для москвичей. Запущенный парк, приведённый в порядок, стал доступен для всех желающих. Здание усадьбы по проекту архитектора Л.Н. Кекушева и построенное под руководством архитектора Г.А. Кайзера, представляет копию казино в Монте-Карло. В связи с этим бытует легенда, что Митрофан Семенович в молодости выиграл крупную сумму в казино. Подтверждений этому нет, Грачёвы были очень состоятельны благодаря предпринимательской деятельности
Митрофан Семенович умер в 1899 г. Изначально был похоронен в склепе Храма Митрофана Воронежского. Пред закрытием Храма при Советской власти, его супруга, Варвара Николаевна перенесла останки на Введенское кладбище, где позднее была похоронена и сама, рядом с мужем. В память о храмоздателе приход ежегодно проводит молебен 6 декабря, в день святого покровителя — Митрофана Воронежского.